# Mogielnica (gmina w guberni warszawskiej)
Mogielnica – dawna gmina wiejska istniejąca na przełomie XIX i XX wieku w guberni warszawskiej. Siedzibą władz gminy była osada miejska Mogielnica.
Gmina Mogielnica powstała za Królestwa Polskiego – 19 maja?/31 maja 1870 w powiecie grójeckim w guberni warszawskiej w związku z utratą praw miejskich przez miasto Mogielnica i przekształceniu jego w wiejską gminę Mogielnica w granicach dotychczasowego miasta.
Jako gmina wiejska jednostka przestała funkcjonować 7 lutego 1919 w związku z przywróceniem Mogielnicy praw miejskich i przekształceniem jednostki w gminę miejską.